# 鲁法克
鲁法克（法語：Rouffach，法語發音：[ʁufak] ⓘ），法国东北部城市，大东部大区上莱茵省的一个市镇，隶属于坦恩-盖布维莱尔区，其市镇面积为40.05平方公里，2022年1月1日时人口数量为4,186人，在法国城市中排名第2,576位。
鲁法克位于上莱茵省中北部，孚日山东麓的一处山前冲积带上，是一个区域性的中心市镇，阿尔萨斯铁路干线斯特拉斯堡－圣路易铁路由此通过并设站。

## 地名来源

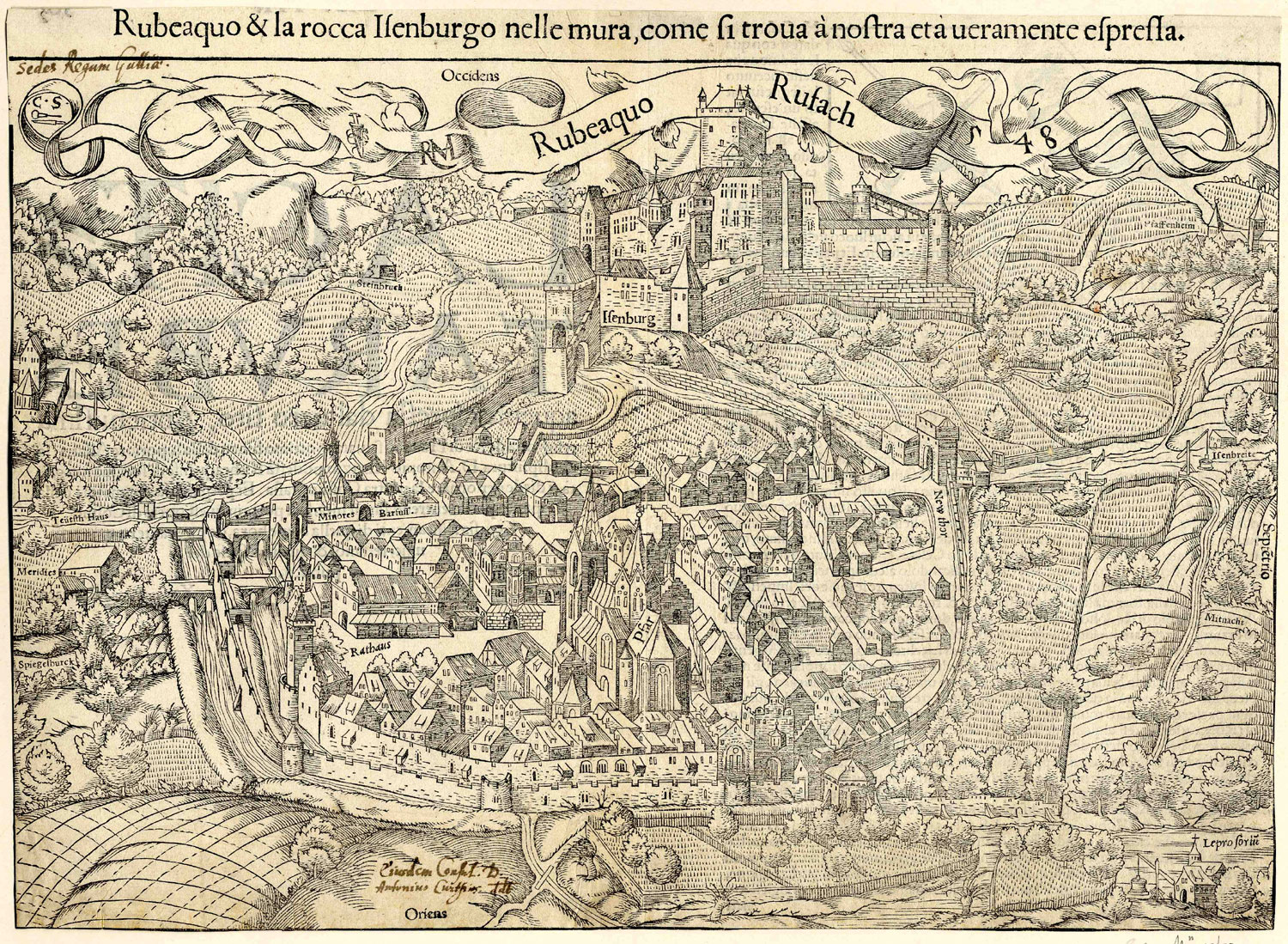
1548年的鲁法克德语地图

根据法国地名学家的论述，“鲁法克”一名最初于公元662年以“Rubiaco”的形式被记载，该名称可能出自拉丁语“Rubeaquum”或“Rubeacum”，意为“红色的水”，可能与当地的自然地理景观有关；“Rouffach”亦可能出自人名“Rubbius”，后者生平尚有待考证。
“Rouffach”所处区域历史上曾通行阿尔萨斯语，其对应的阿尔萨斯语拼写为“Ruffàch”；此外，在普法战争结束至1919年以及第二次世界大战期间，鲁法克的官方名称被一度更名为德语“Rufach”。

## 历史

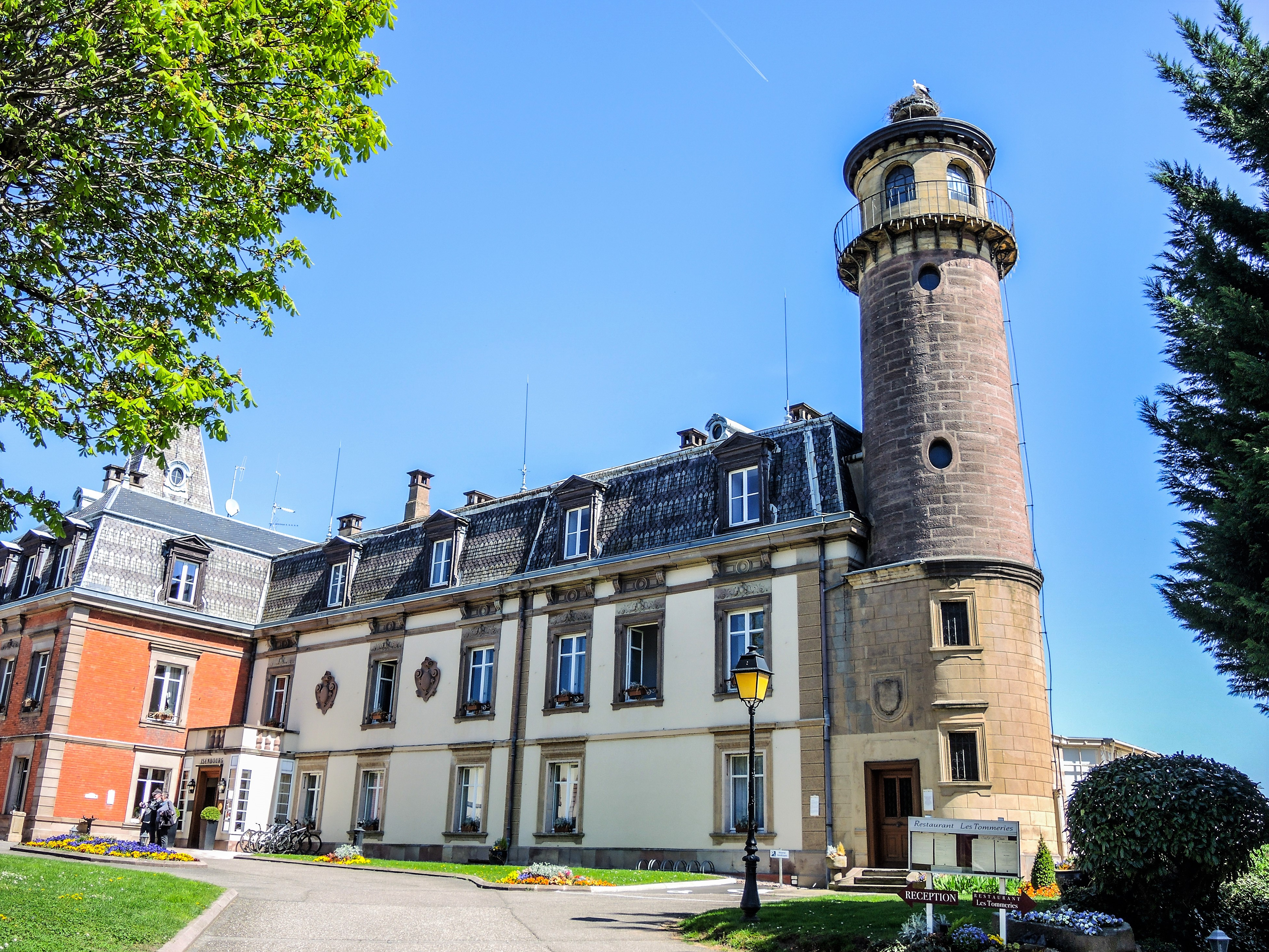
伊桑堡城堡

鲁法克位于一处山前冲积平原带上，适宜农业生产，该区域在公元前六千年的新石器时期就已出现人类活动。罗马人入侵后，鲁法克境内曾兴建了一处浴场。公元662年，达戈贝尔特二世将鲁法克转给斯特拉斯堡主教阿波加斯特。根据当地民间传说，公元1106年，神圣罗马帝国国王亨利五世在途径鲁法克时拐走了当地的一名年轻漂亮的女孩，此举引发当地女性居民的强烈愤慨，她们围攻了亨利五世居住的伊桑堡城堡（château d'Isenbourg），亨利五世在混乱中抛弃了女孩并仓皇逃离至科尔马。同年，鲁法克城墙开始修建，其城市范围亦有所扩张。中世纪中后期，士瓦本公爵菲利普和拿骚的阿道夫先后入侵鲁法克，其城墙被烧毁。文艺复兴期间，鲁法克逐渐发展成为上曼达（Haut-Mundat）地区的行政中心，当地兴建了多处复古建筑，其的商业得到发展。17世纪时，受到黑死病疫情影响，当地社会经济遭到破坏。三十年战争结束后，根据《威斯特伐利亚和约》，鲁法克所处的阿尔萨斯大部分地区被路易十四继承，成为法兰西王国的领土。鲁法克于1663年正式成为法兰西王国城市。法国大革命后，鲁法克成为上莱茵省的一个市镇。1808年，鲁法克出现了一个纺织作坊；途径鲁法克的斯特拉斯堡－圣路易铁路于1844年全线建成通车。1870年，根据《法兰克福条约》，鲁法克及其所处的阿尔萨斯-洛林地区被普鲁士占领，后者在鲁法克兴建了一所高级中学及精神科医院。第一次世界大战期间，鲁法克部分区域遭到破坏，当地最终有三名普通居民身亡。一战结束后，鲁法克及阿尔萨斯-洛林地区根据《凡尔赛和约》重归法国。第二次世界大战期间，鲁法克被纳粹德军占领。战后，当地建成了战争烈士纪念碑。

## 地理

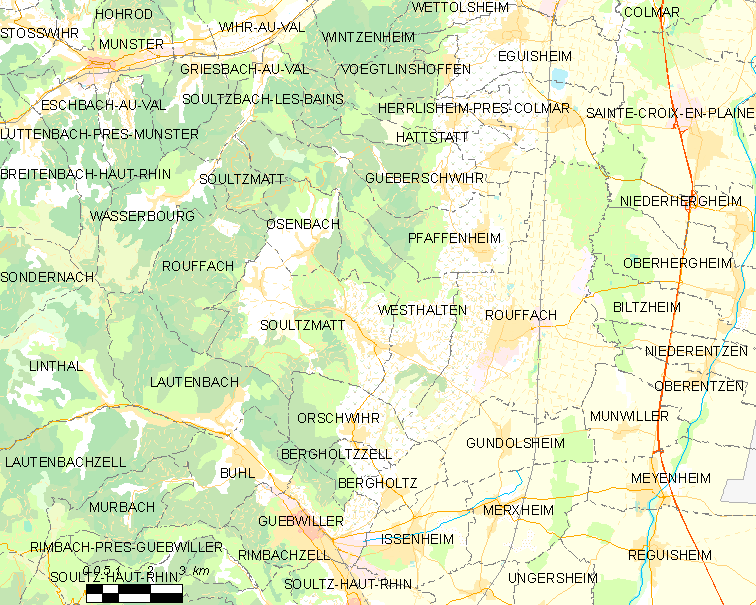
鲁法克市镇范围地图

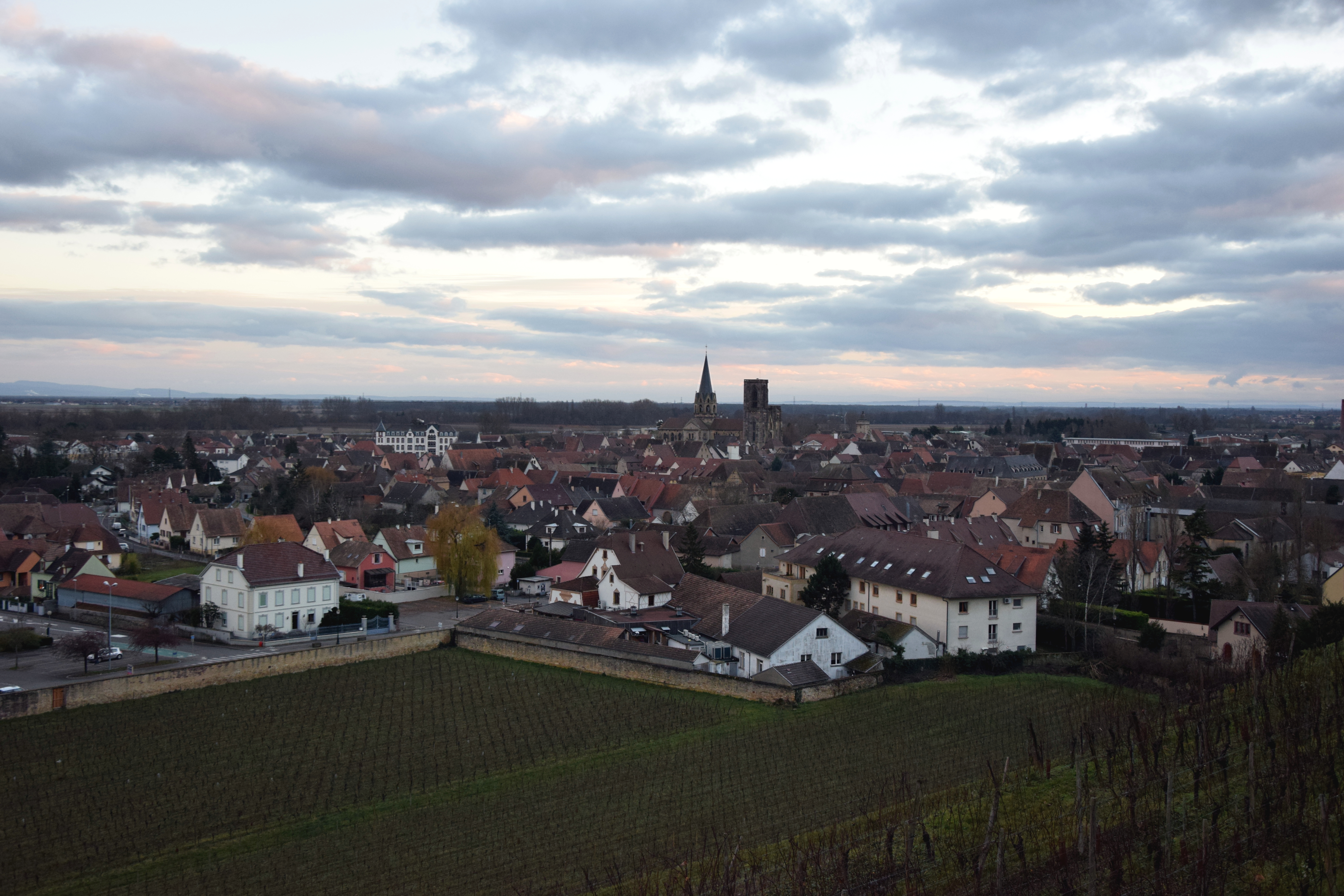
远眺鲁法克市区全景

鲁法克位于法国东北部，大东部大区东部和上莱茵省中北部，距离省会科尔马大约17公里。孚日山区的希尔岑施泰因（Hirtzenstein）历史上曾为鲁法克领主的一块领地，现为鲁法克的一处飞地。与鲁法克接壤的市镇包括：奥森巴克、科尔马附近埃尔利赛姆、阿特什塔特、普法弗奈姆、下埃尔盖姆、上埃尔盖姆、瓦瑟堡、苏尔茨马特、劳滕巴克、韦斯塔尔滕、奥什维尔、比尔赛姆、下恩岑、上恩岑、贝尔戈尔茨、贡多尔赛姆和蒙维莱尔。

### 地形
鲁法克位于孚日山东侧的山麓及山前冲积带地区，境内以平原和丘陵为主，市镇中心地势较为平坦，整体地势自东向西抬升，全境海拔在195到980米之间。

### 水文
鲁法克位于莱茵河流域范围内，洛克河自南向北流经镇中心东部。

### 植被
鲁法克属于温带阔叶混交林区，莱西戈涅公园（Parc des cigognes）是当地主要的城市绿地公园，林地则广泛分布于河流附近以及市镇范围西部的山地地区。
在鲜花城市的评比中，鲁法克被评为3星级鲜花城市。

### 气候
鲁法克在柯本气候分类法中属于带有大陆性气候特征的温带海洋性气候。
鲁法克境内设有气象站，以下为该气象站的数据（其中日照数据取自科尔马气象站）：
| 鲁法克 1981年－2019年 | 鲁法克 1981年－2019年 | 鲁法克 1981年－2019年 | 鲁法克 1981年－2019年 | 鲁法克 1981年－2019年 | 鲁法克 1981年－2019年 | 鲁法克 1981年－2019年 | 鲁法克 1981年－2019年 | 鲁法克 1981年－2019年 | 鲁法克 1981年－2019年 | 鲁法克 1981年－2019年 | 鲁法克 1981年－2019年 | 鲁法克 1981年－2019年 | 鲁法克 1981年－2019年 |
| 月份                  | 1月                   | 2月                   | 3月                   | 4月                   | 5月                   | 6月                   | 7月                   | 8月                   | 9月                   | 10月                  | 11月                  | 12月                  | 全年                  |
| --------------------- | --------------------- | --------------------- | --------------------- | --------------------- | --------------------- | --------------------- | --------------------- | --------------------- | --------------------- | --------------------- | --------------------- | --------------------- | --------------------- |
| 历史最高温 °C（°F）   | 18.8 (65.8)           | 19.8 (67.6)           | 24 (75)               | 29.5 (85.1)           | 34 (93)               | 36.4 (97.5)           | 37.7 (99.9)           | 39.3 (102.7)          | 33.2 (91.8)           | 29.1 (84.4)           | 23.1 (73.6)           | 17.2 (63.0)           | 39.3 (102.7)          |
| 平均高温 °C（°F）     | 4.6 (40.3)            | 6.9 (44.4)            | 11.2 (52.2)           | 15.8 (60.4)           | 20.1 (68.2)           | 23.5 (74.3)           | 25.6 (78.1)           | 25.3 (77.5)           | 20.7 (69.3)           | 15.4 (59.7)           | 9.1 (48.4)            | 5.2 (41.4)            | 15.3 (59.5)           |
| 日均气温 °C（°F）     | 1.9 (35.4)            | 3.5 (38.3)            | 7.1 (44.8)            | 11 (52)               | 15.2 (59.4)           | 18.4 (65.1)           | 20.3 (68.5)           | 19.9 (67.8)           | 15.9 (60.6)           | 11.4 (52.5)           | 6.2 (43.2)            | 2.7 (36.9)            | 11.1 (52.0)           |
| 平均低温 °C（°F）     | −0.8 (30.6)           | 0.1 (32.2)            | 3 (37)                | 6.2 (43.2)            | 10.3 (50.5)           | 13.3 (55.9)           | 15 (59)               | 14.6 (58.3)           | 11 (52)               | 7.5 (45.5)            | 3.2 (37.8)            | 0.1 (32.2)            | 7 (45)                |
| 历史最低温 °C（°F）   | −17.5 (0.5)           | −14.7 (5.5)           | −12.5 (9.5)           | −3 (27)               | 0.2 (32.4)            | 4.2 (39.6)            | 7.4 (45.3)            | 6 (43)                | 2 (36)                | −4.4 (24.1)           | −10.2 (13.6)          | −17 (1)               | −17.5 (0.5)           |
| 平均降水量 mm（）     | 35.6 (1.40)           | 30.5 (1.20)           | 37.6 (1.48)           | 40.8 (1.61)           | 76 (3.0)              | 63.2 (2.49)           | 67.8 (2.67)           | 69.8 (2.75)           | 55.7 (2.19)           | 62.4 (2.46)           | 42.6 (1.68)           | 47 (1.9)              | 629 (24.8)            |
| 月均日照時數          | 71.8                  | 97                    | 144.7                 | 180.2                 | 201.5                 | 225.5                 | 239.2                 | 223.6                 | 170.7                 | 116.9                 | 70.5                  | 57.5                  | 1,799.1               |
| 来源：infoclimat.fr   |                       |                       |                       |                       |                       |                       |                       |                       |                       |                       |                       |                       |                       |

## 行政区划
鲁法克的市镇编号为68287，邮政编号为68250。
在行政管理方面，鲁法克隶属于法国大东部大区上莱茵省坦恩-盖布维莱尔区；在地方选举方面，鲁法克隶属于温策奈姆县，其市镇范围全境被划入上莱茵省第二选区；在社会管理方面，鲁法克是鲁法克地区市镇公共社区的办公驻地。
截至2023年1月，鲁法克境内暂无城市敏感街区及城市政策优先街区。
法国国家统计与经济研究所（简称）在进行数据统计时，将鲁法克单独设为鲁法克城市核心区（Unité urbaine de Rouffach）以及鲁法克城市区（Aire urbaine de Rouffach）。自2020年起，鲁法克城市区被包含两个市镇的鲁法克城市辐射区代替。此外，还将鲁法克市镇整体看作一个“块区”（IRIS），以便于统计人口分布情况。

## 交通

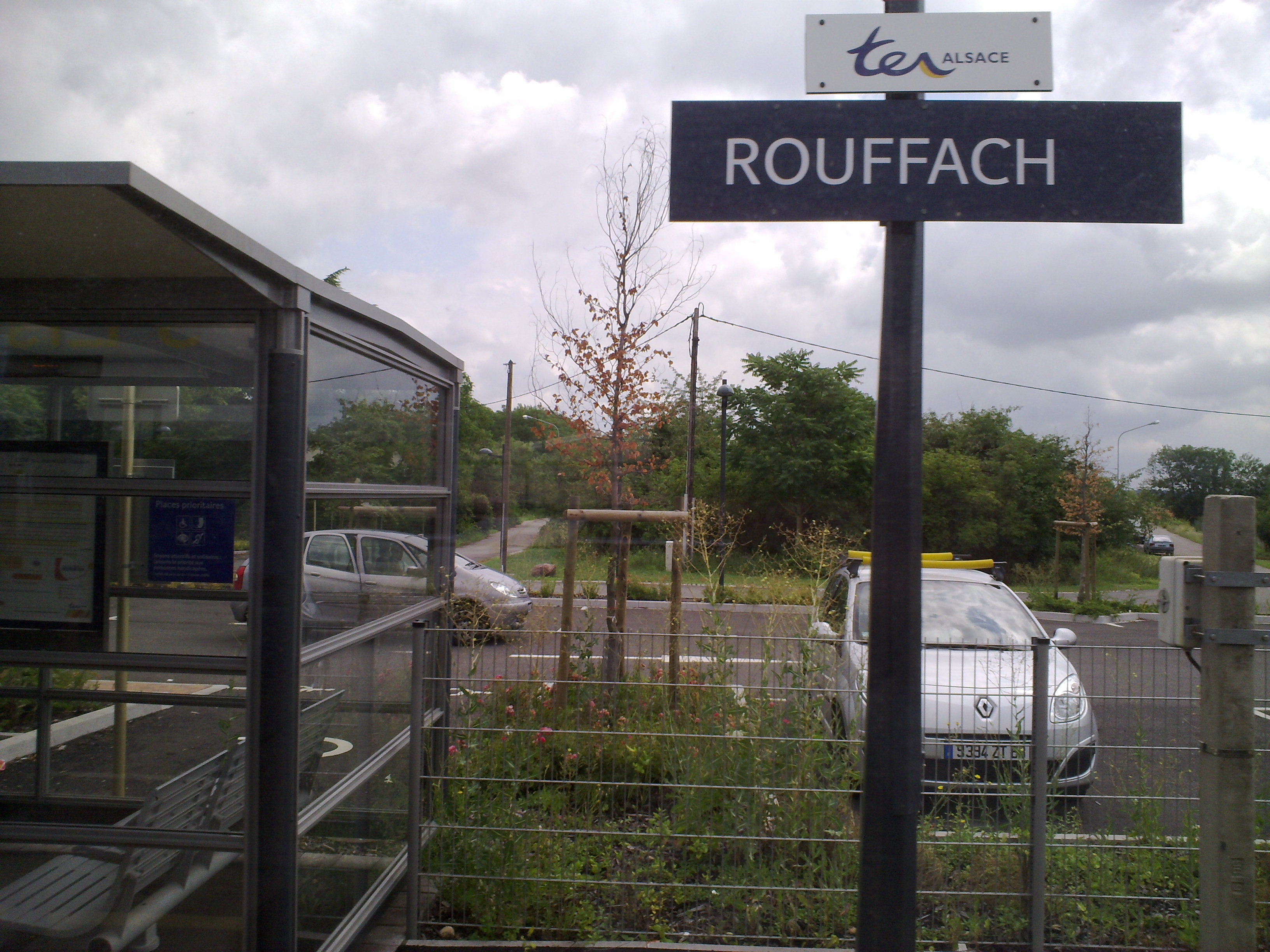
鲁法克火车站站台

### 公路
上莱茵省省道D8线、D15线、D18Bis线和D83线在鲁法克境内交汇。大东部大区下属的城际客运提供巴士线路，可前往科尔马和盖布维莱尔。
| 29 | 5.4 |

| 科尔马 | 17 |

| 米卢斯 | 28 |

| 伊尔扎克 | 26 |

2019年，78.6%的鲁法克家庭拥有至少一辆私人汽车。2019年，鲁法克境内共发生各类交通事故1起，造成2人受伤。

### 铁路
鲁法克位于斯特拉斯堡－圣路易铁路上。鲁法克站位于市区东部，停靠往返于科尔马和米卢斯一线的区域列车。

### 航空
距离鲁法克最近的民用航空站为巴塞尔-米卢斯-弗赖堡欧洲机场，距离鲁法克市中心的公路里程约47公里。

### 城市公共交通
截至2023年1月，鲁法克暂无城市公共交通系统。

## 政治

### 市政内阁

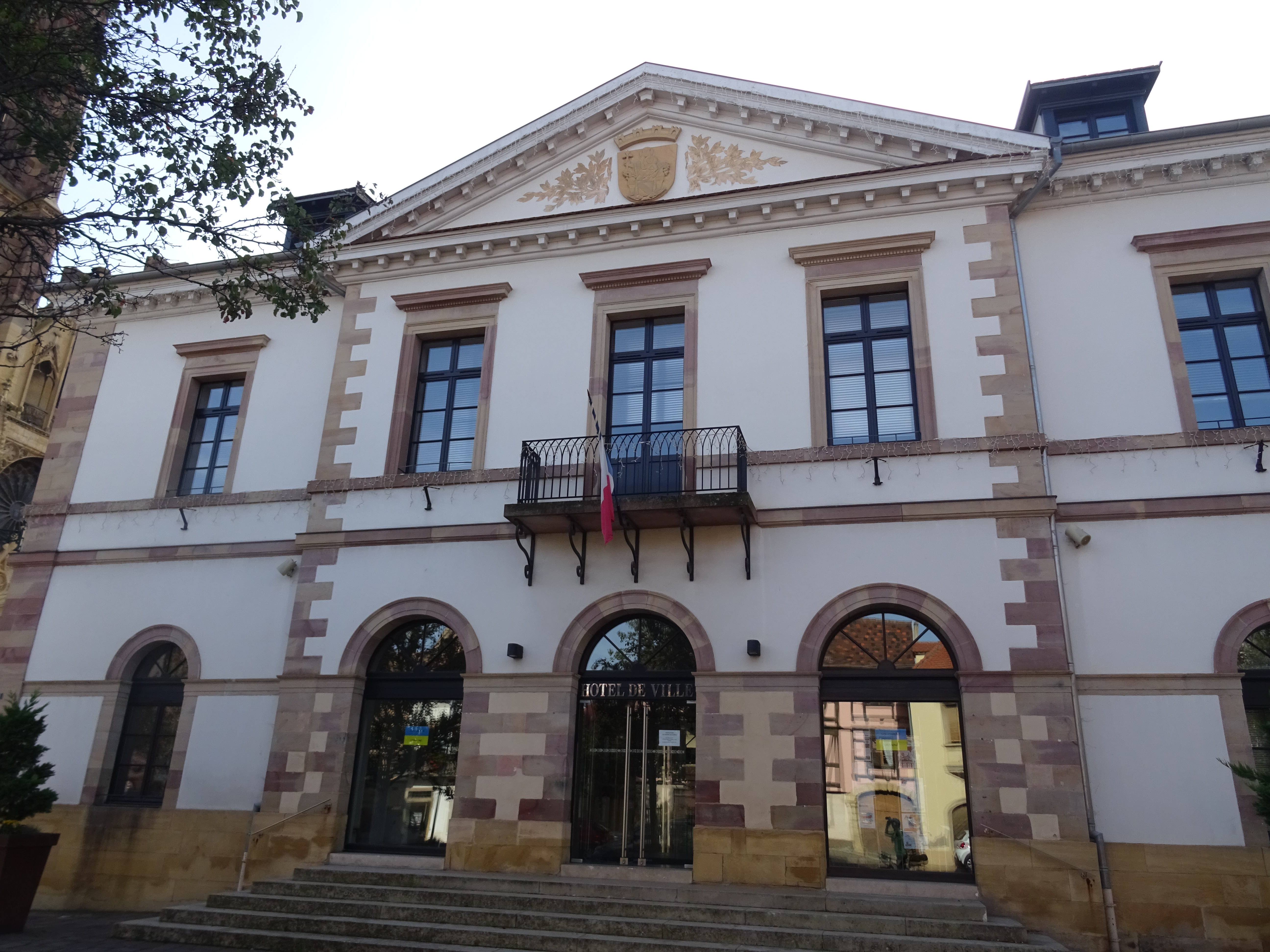
鲁法克市政厅

鲁法克的现任市长为让-皮埃尔·图卡先生（Jean-Pierre TOUCAS），他是共和党的一名成员，在2020年的市政选举中获得了50.84%的支持率。
| 鲁法克历届市长 | 鲁法克历届市长                      | 鲁法克历届市长                                   |
| 任期           | 市长                                | 党派                                             |
| -------------- | ----------------------------------- | ------------------------------------------------ |
| 1945年－1948年 | Xavier MULLER 格扎维埃·米勒         | 不详                                             |
| 1948年－1965年 | Maurice FREISMUTH 莫里斯·弗赖斯穆特 | RPF法国人民联盟 →RS联合共和 →UDR共和国保卫联盟   |
| 1965年－1971年 | Eugène BASS 欧仁·巴斯               | 不详                                             |
| 1971年－1989年 | Joseph FREYEISEN 约瑟夫·弗赖艾森    | CD法国民主中心 →UDF法国民主联盟 →CDS社会民主中心 |
| 1989年－       | Jean-Pierre TOUCAS 让-皮埃尔·图卡   | RPR保衛共和聯盟 →UMP人民运动联盟 →LR共和黨       |

### 各级选举
| 鲁法克历届投票选举结果 | 鲁法克历届投票选举结果 | 鲁法克历届投票选举结果 | 鲁法克历届投票选举结果 | 鲁法克历届投票选举结果  | 鲁法克历届投票选举结果 | 鲁法克历届投票选举结果 | 鲁法克历届投票选举结果  | 鲁法克历届投票选举结果 | 鲁法克历届投票选举结果 |
| 选举项目               | 选举范围               | 选区单位               | 选区单位内的选举结果   | 选区单位内的选举结果    | 选区单位内的选举结果   | 选区单位内的选举结果   | 选区单位内的选举结果    | 选区单位内的选举结果   | 参考资料               |
| 选举项目               | 选举范围               | 选区单位               | 第一轮胜出者           | 第一轮胜出者            | 支持率                 | 第二轮胜出者           | 第二轮胜出者            | 支持率                 | 参考资料               |
| ---------------------- | ---------------------- | ---------------------- | ---------------------- | ----------------------- | ---------------------- | ---------------------- | ----------------------- | ---------------------- | ---------------------- |
| 2017年法國總統選舉     | 法國                   | 市镇                   |                        | 玛丽娜·勒庞             | 28.43%                 |                        | 埃马纽埃尔·马克龙       | 56.51%                 | [ 29 ]                 |
| 2017年法国立法选举     | 上莱茵省第二选区       | 市镇                   |                        | 于贝尔·奥特             | 44.63%                 |                        | 于贝尔·奥特             | 63.98%                 | [ 29 ]                 |
| 2019年欧洲议会选举     | 法國                   | 市镇                   |                        | 若尔丹·巴尔代拉         | 25.97%                 | （不适用）             | （不适用）              | （不适用）             | [ 31 ]                 |
| 2021年法国省级选举     | 上莱茵省               | 县                     |                        | 莫妮卡·马丁 吕西安·米勒 | 38.82%                 |                        | 莫妮卡·马丁 吕西安·米勒 | 53.2%                  | [ 32 ]                 |
| 2021年法国省级选举     | 上莱茵省               | 市镇                   |                        | 莫妮卡·马丁 吕西安·米勒 | 44.86%                 |                        | 莫妮卡·马丁 吕西安·米勒 | 60.58%                 | [ 32 ]                 |
| 2021年法国大区选举     | 大東部大區             | 市镇                   |                        | 让·罗特纳               | 32.88%                 |                        | 让·罗特纳               | 37.05%                 | [ 33 ]                 |
| 2022年法国总统选举     | 法國                   | 市镇                   |                        | 玛丽娜·勒庞             | 27.55%                 |                        | 埃马纽埃尔·马克龙       | 52.53%                 | [ 29 ]                 |
| 2022年法国立法选举     | 上莱茵省第二选区       | 市镇                   |                        | 于贝尔·奥特             | 40.39%                 |                        | 于贝尔·奥特             | 61.34%                 | [ 29 ]                 |

## 人口
2019年，鲁法克市镇人口数量为4,302，在法国排名第2,576位。其中男性2,110人，女性2,192人，75岁及以上人口占10.1%，外籍人口数量为122人，人口密度为107人/平方公里，当地居民被称为（男性）或（女性）。2020年，鲁法克境内出生36人，死亡人口64人。
| 鲁法克1900年－2020年人口变化情况 |
|                                  |
| 数据来源：Cassini、INSEE         |

## 经济
鲁法克是一个区域性的中心城市。截止2023年1月，鲁法克市镇范围内共有各类用人单位164家，其中第一产业和第二产业占比分别约6.7%和8.5%。（汽车经销）、Mahle （航空及制冷工业设备）及（办公设备）是当地2021年营业额最高的三个企业，分别为181,061,179欧元、109,927,854欧元和21,577,149欧元。

## 财政与居民收入
2021年，鲁法克的财政收入总额为4,908,930欧元，财政支出总额为3,990,580欧元，当年的债务总额为2,624,570欧元。2021年，鲁法克市镇通过增值税获得502,200欧元的收入，此外当地还共获得了840,700欧元的国家直接财政补助。
2020年，鲁法克的人均月收入总额为2,205欧元，其中高级职员为3,639欧元，低于法国平均水平（4,230欧元）；中级职员为2,368欧元，低于法国平均水平（2,411欧元）；普通职员为1,722欧元，亦低于法国平均水平（1,740欧元）。
2019年，鲁法克境内的贫困率为9%，青壮年（15至64岁）失业率为10.2%；当地53.8%的家庭拥有纳税资格，平均纳税2,782欧元，低于法国平均水平（3,910欧元）。

## 社会事务

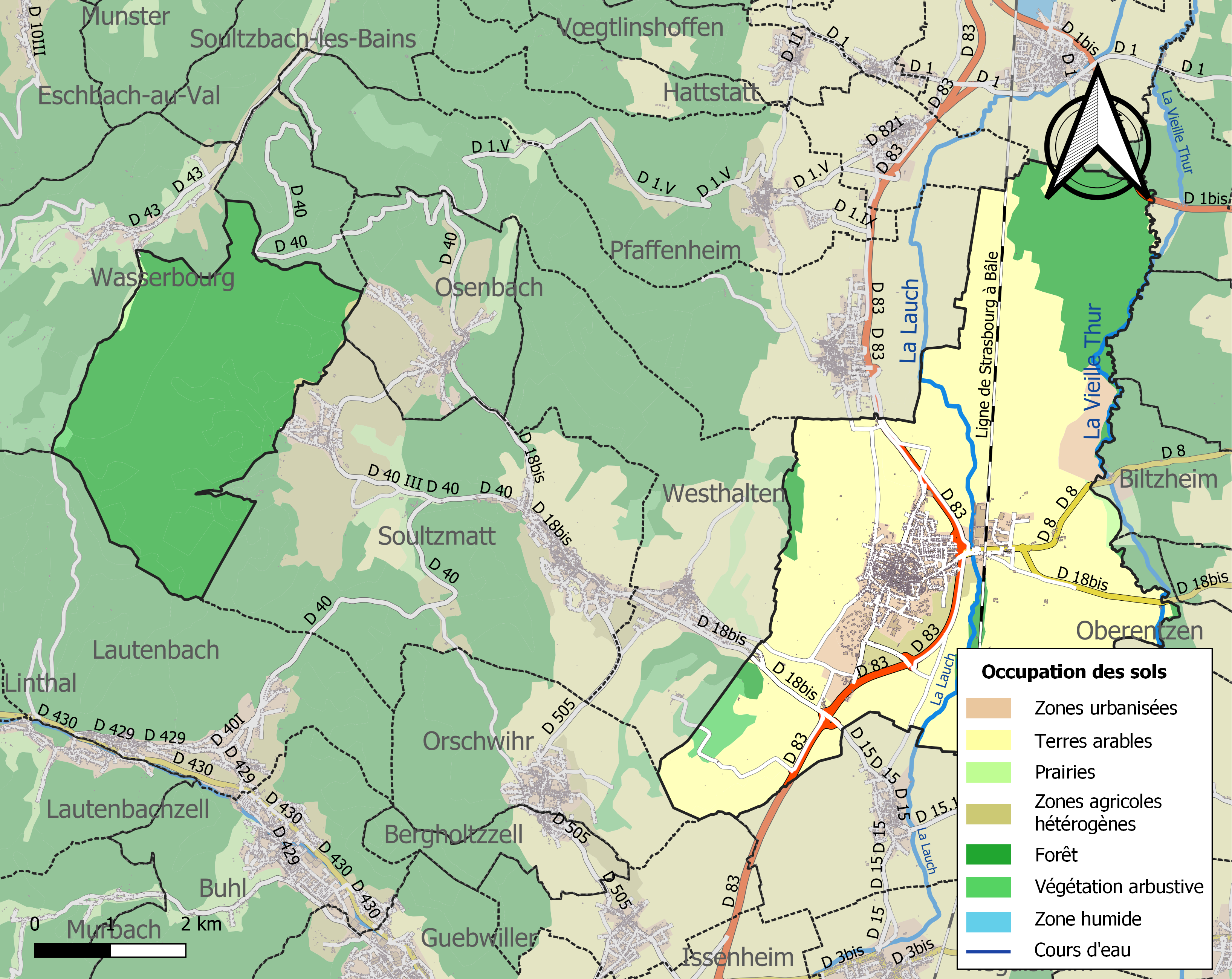
鲁法克土地利用情况地图

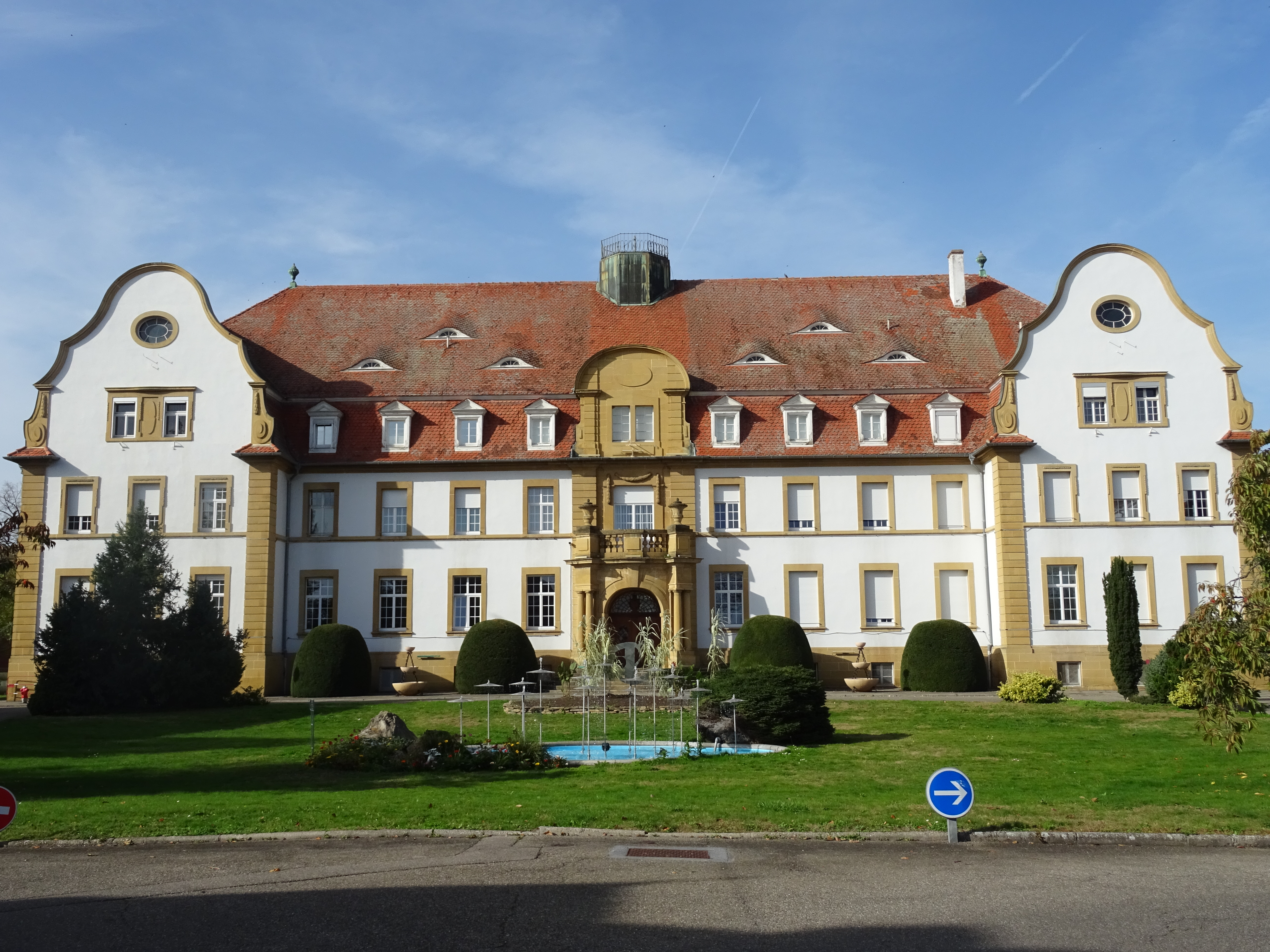
鲁法克特殊中心医院

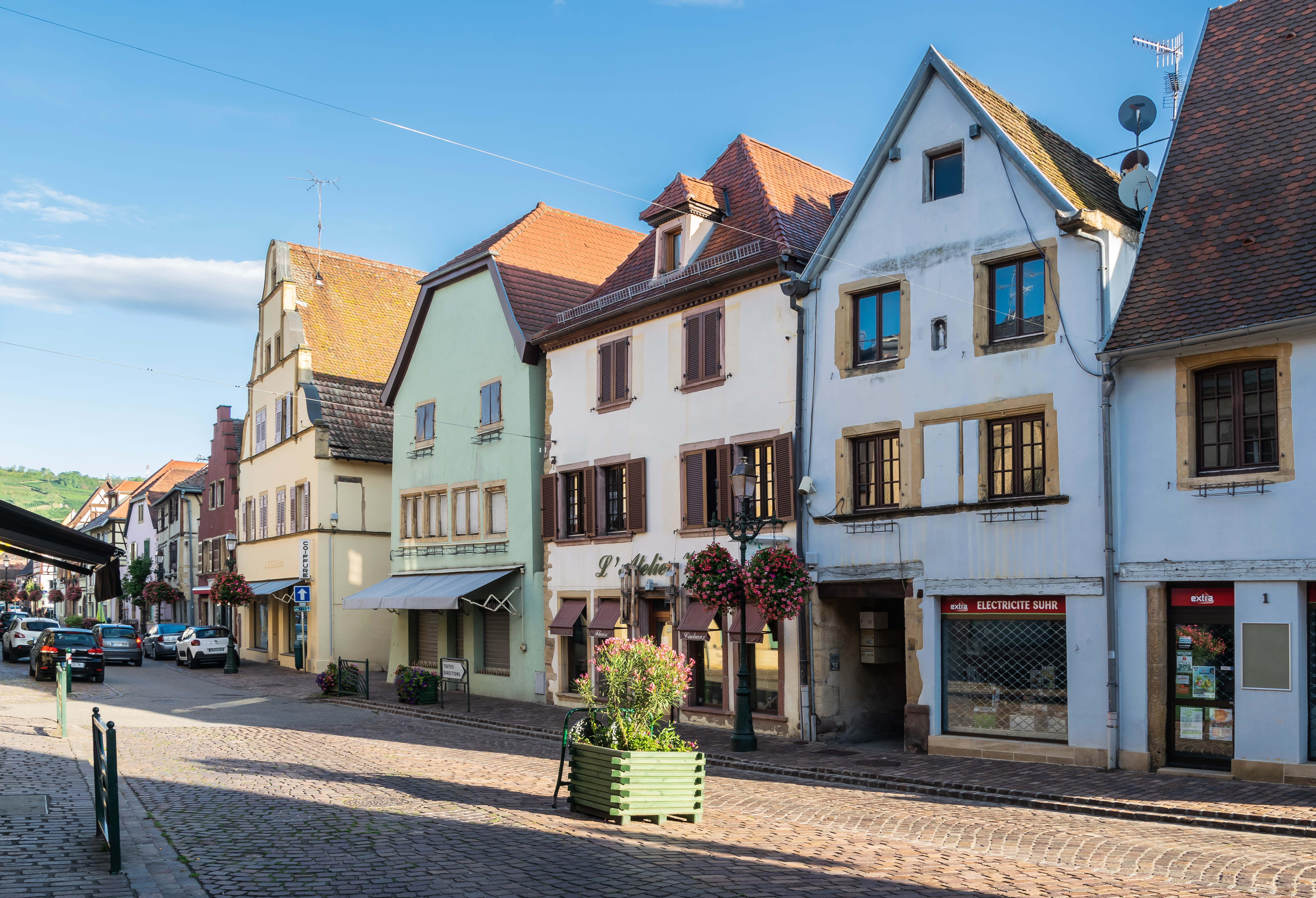
鲁法克镇中心的霞飞元帅街

### 教育
鲁法克属于斯特拉斯堡学区。截止2021年1月1日，鲁法克境内共有2所幼儿园、2所小学、2所初级中学和1所农业高中。2018至2019学年度，鲁法克境内共有在校中等教育阶段学生752名。
在高等教育方面，鲁法克境内建有一所卫生学校。

### 医疗
截止2021年1月1日，鲁法克境内共有全科医生7名、保健师7名、牙医5名、护士7名和助产士1名。境内共有药房2家、残疾人帮扶中心2家。
距离鲁法克最近的综合性区域医疗机构为科尔马人民医院（Hôpitaux Civils de Colmar），其主病区路易·巴斯德医院（Hôpital Louis Pasteur）位于科尔马市区，距离鲁法克市区的正常车程约18分钟，该院设有床位1,039个，是当地规模最大的公立综合性医院。
鲁法克特殊中心医院是一所公立精神康复中心医院，其主病区位于鲁法克市区，设有床位751个，是上莱茵省规模最大的精神科医院。

### 住房
2019年，鲁法克境内共有各类住房2,048套，其中59.3%为独立式居民区，40.2%为集中式居民区。常住房屋占鲁法克市镇范围内居民建筑总量的86.8%。
在住房保障政策方面，2021年，鲁法克境内共有303户家庭获得了住房经济补助，受益人数占总人口数量的7.0%，其中297份为房租补助。

### 商业
2021年，鲁法克境内共有各类实体商铺86家，其中餐厅14家、大型超市2家、面包房3家、银行门店3家、美容美发店7家、汽车维修店5家。鲁法克镇中心建有一家卡西诺便民超市，市区北部建有一家Intermarché综合购物商场。

### 体育
2021年，鲁法克境内共有1家游泳池、1间体育馆、1座综合体育场、7处网球场、1处马术场以及2处足球或橄榄球场。
截至2023年1月，鲁法克境内共有两家注册足球俱乐部。鲁法克足球俱乐部（Football Club de Rouffach，编号504192）是当地的代表性足球队，成立于1930年，其主队2022至2023赛季参加大东部大区足球联赛丙组（法国第八级别），其主场为路易·特鲁什球场（Stade Louis Trouche）。

### 环境
鲁法克的环境事务由其所属的鲁法克地区市镇公共社区联合各级政府协调负责。2021年，鲁法克境内共有1家污染企业。

### 治安
2021年，鲁法克市镇范围内有1处宪兵队。
鲁法克及其附近的共75个市镇是苏茨-盖布维莱尔国家宪兵队（zone gendarmerie de Soultz-Guebwiller）的管辖范围。2020年，该宪兵队累计记录各类案件3,433起，其中盗窃类案件1,330起，经济类案件572起，毒品交易类案件149起。

## 文化
2021年，鲁法克境内暂无任何文化设施。鲁法克境内建有多媒体中心，每周二至六向公众开放。

### 建筑
鲁法克境内有多处历史建筑，其中圣母升天教堂、旧市政厅、小麦大堂等为法国国家文物保护单位。

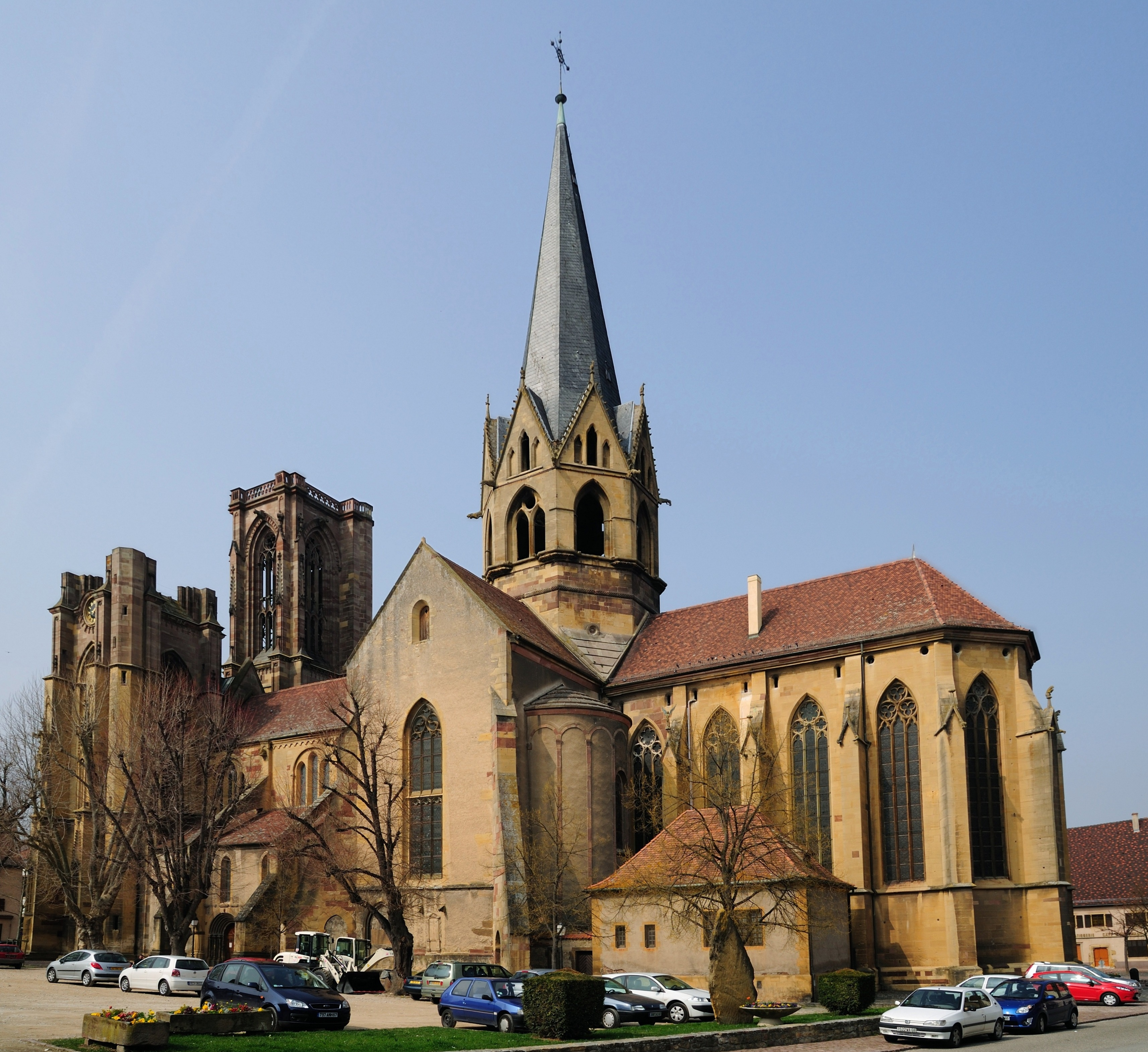
圣母升天教堂（法语：Église Notre-Dame-de-l'Assomption de Rouffach）
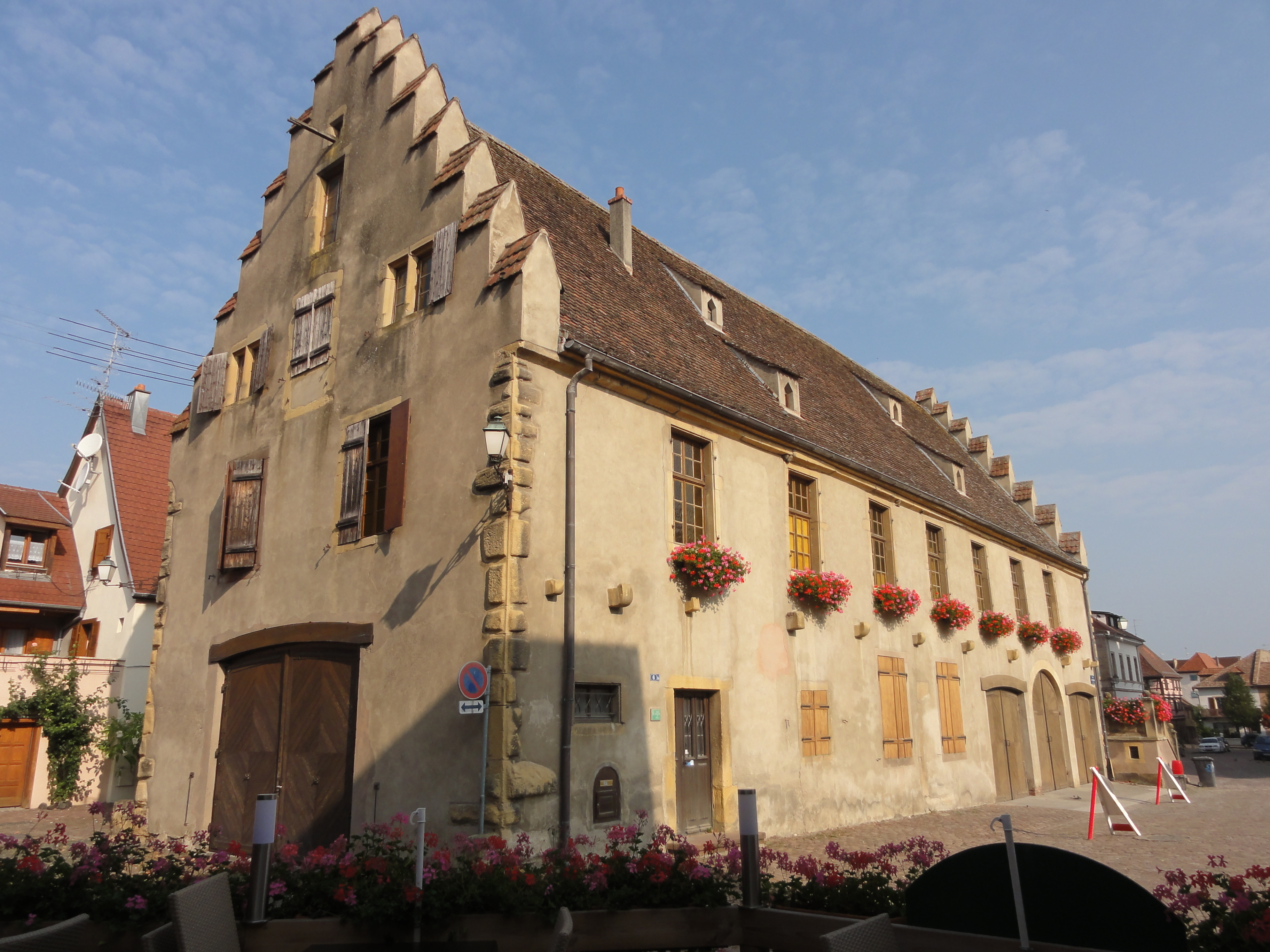
小麦大堂（法语：Halle aux blés de Rouffach）
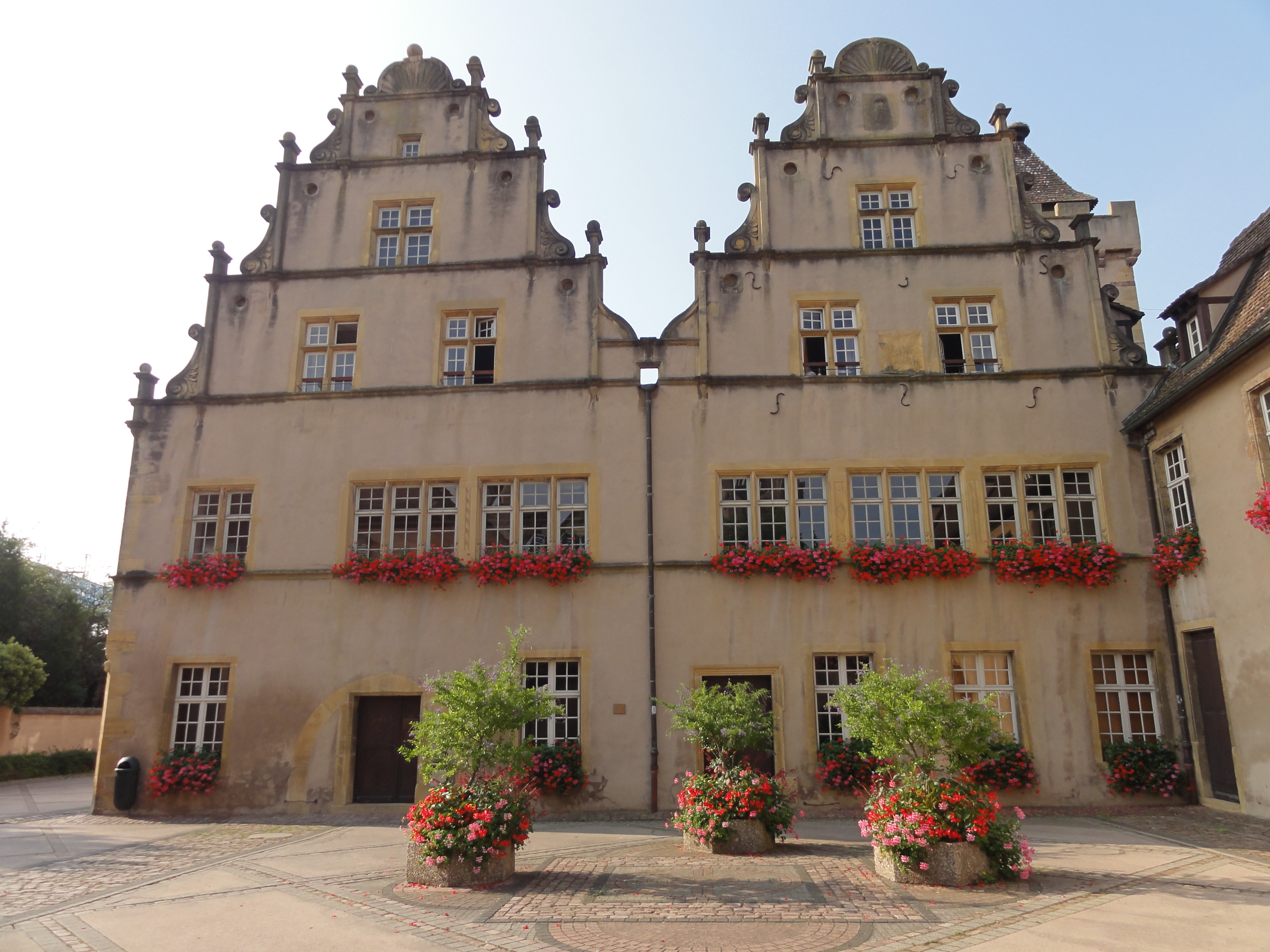
旧市政厅（法语：Ancien hôtel de ville de Rouffach）
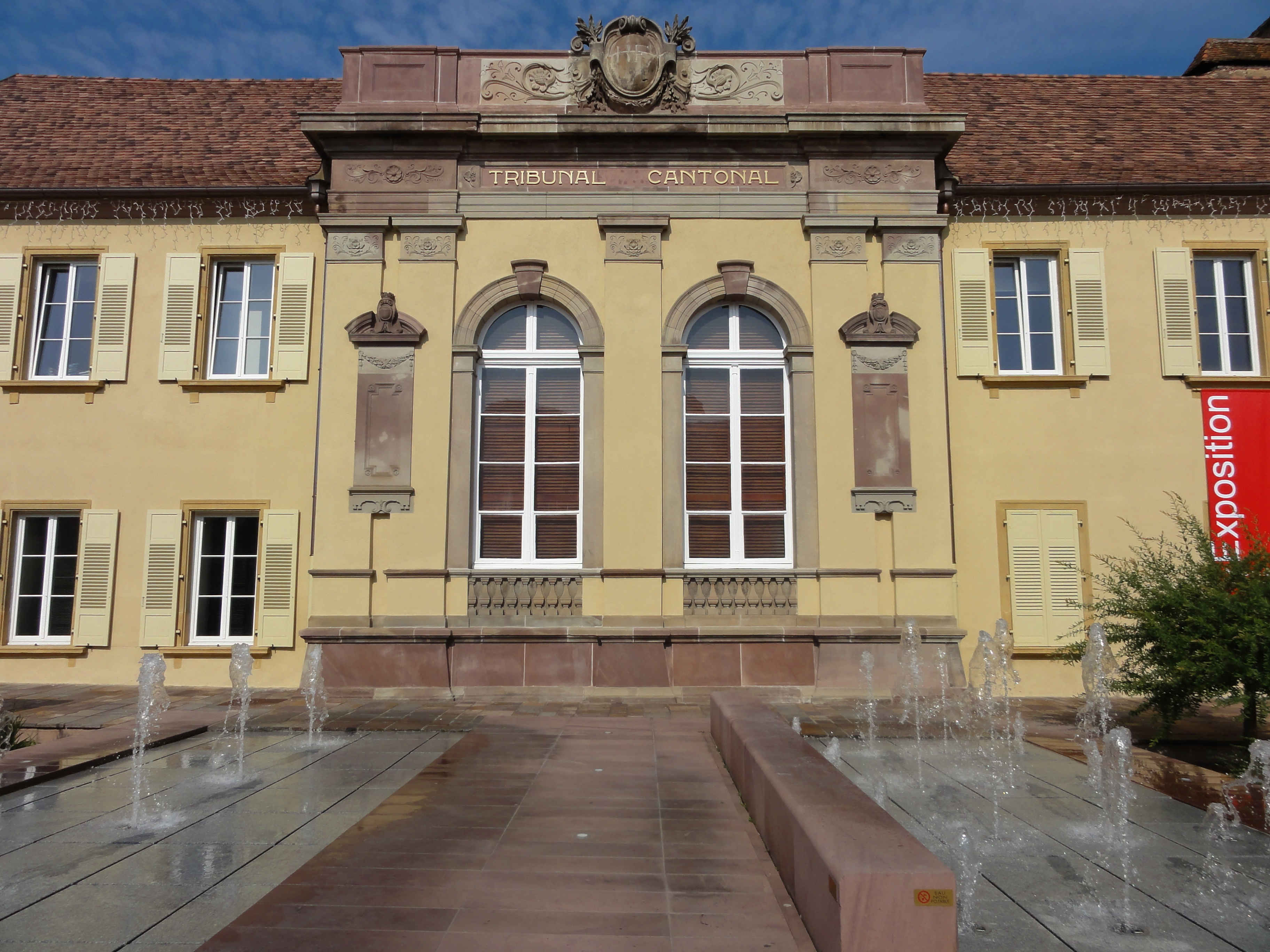
莱雷科莱教会（法语：Couvent des Récollets de Rouffach）
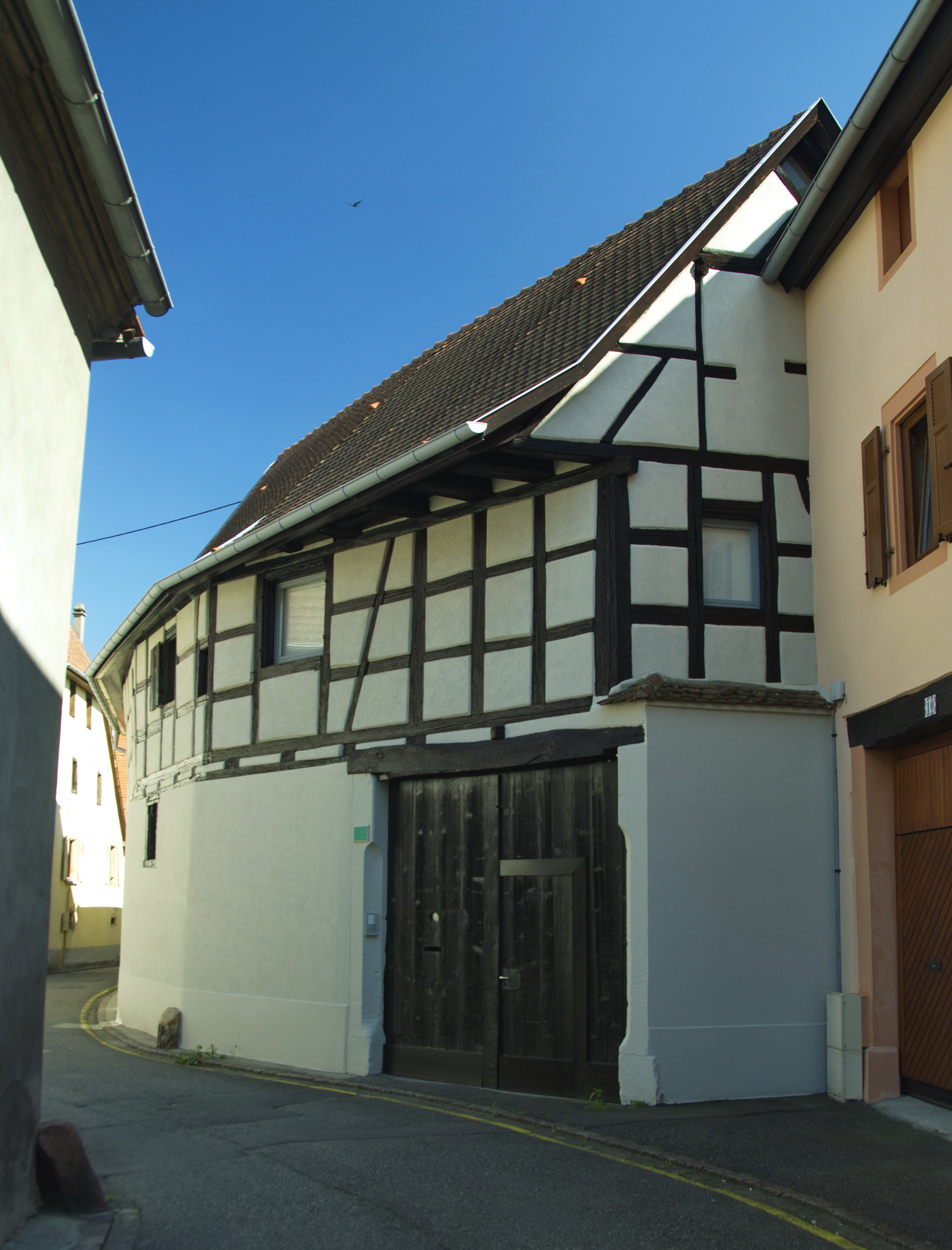
犹太教堂（法语：Synagogue de Rouffach）
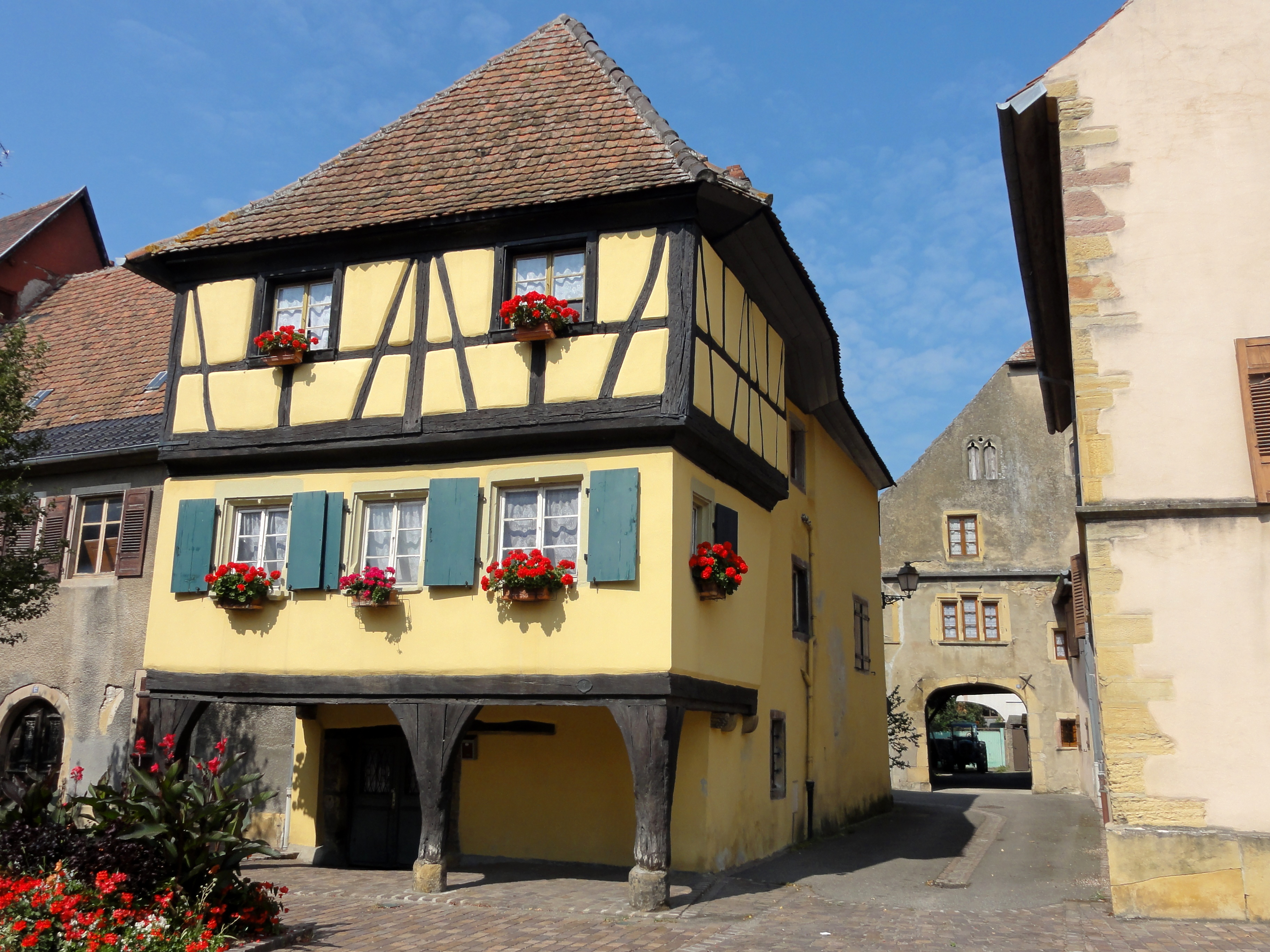
三个妇女屋（法语：Maison des Trois Dames）
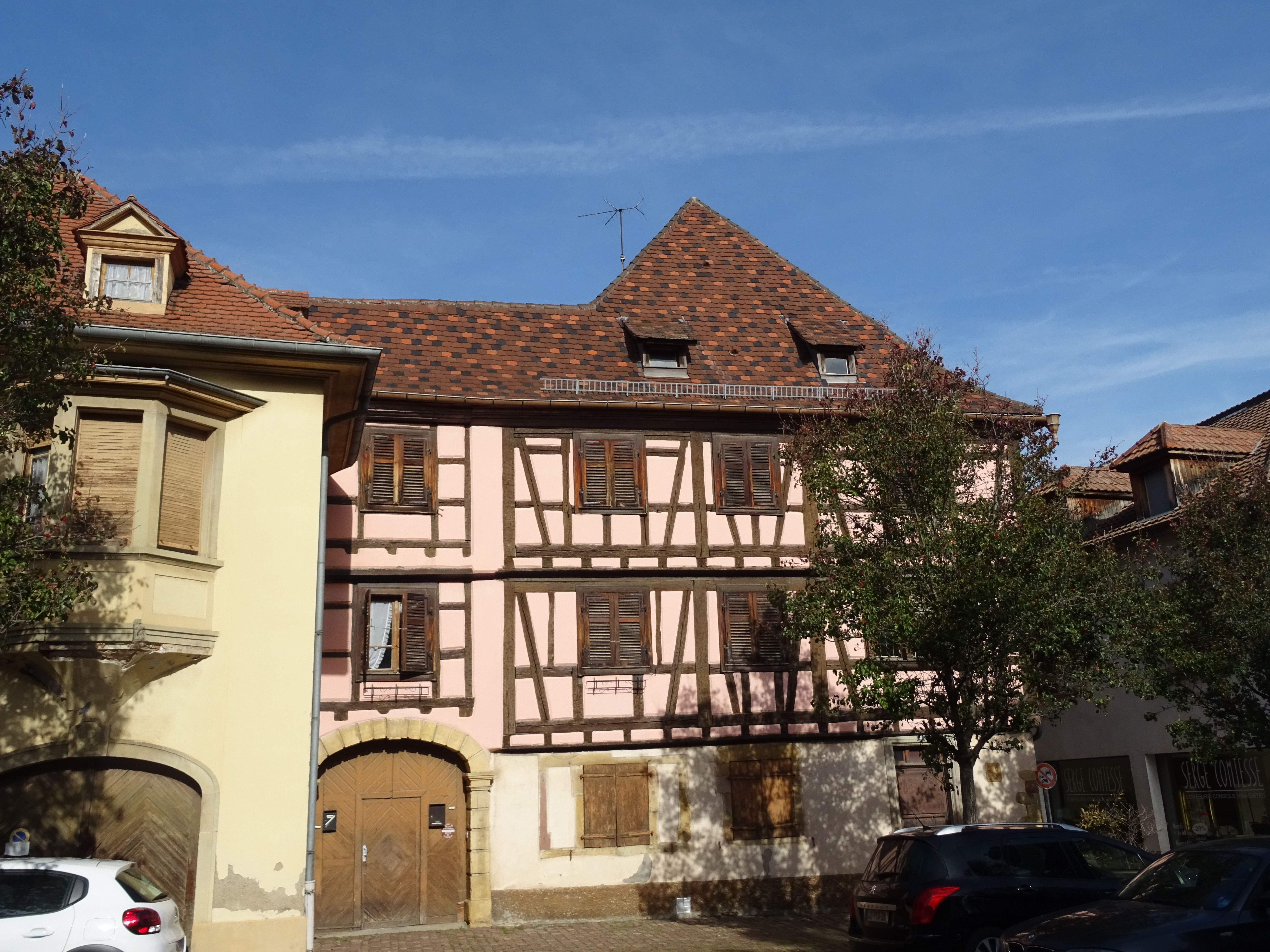
传统民居

### 旅游

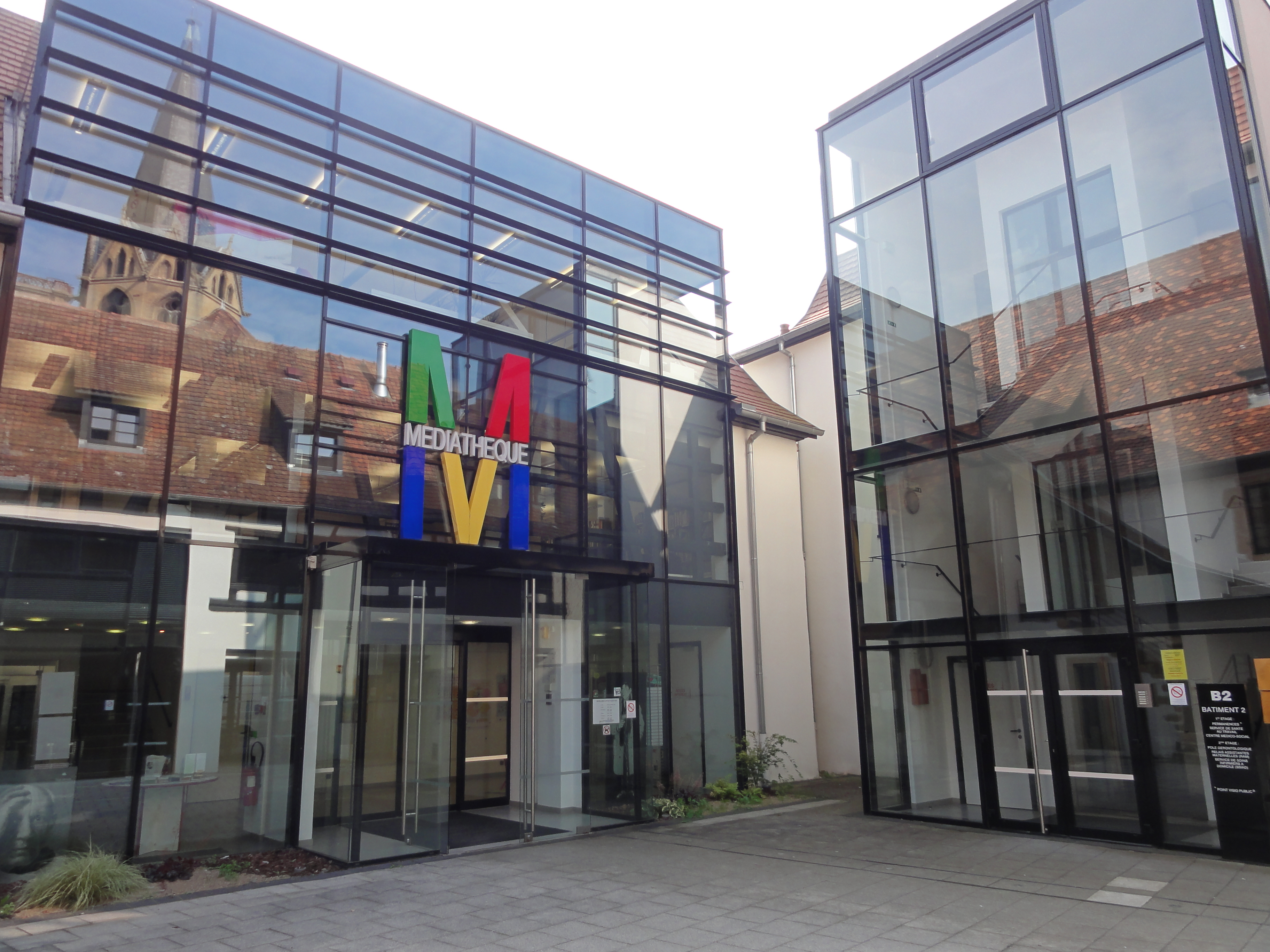
鲁法克多媒体中心

鲁法克的旅游事务由其所属的鲁法克地区市镇公共社区负责。2022年，鲁法克境内共有3家酒店共计117间房间；另有1个露营地，可容纳共54辆露营车。

### 媒体
法国主要的媒体均可在鲁法克接收，法国电视三台下属的大东部大区频道在部分时段播出鲁法克所在上莱茵省的地方新闻。《阿尔萨斯报》、《阿尔萨斯最新消息》、阿尔萨斯电视台、蓝色法兰西阿尔萨斯广播等是当地主要的地方性媒体。

## 相关人物
法国元帅弗朗索瓦·约瑟夫·勒菲弗出生于鲁法克。

## 友好城市
截至2023年1月，鲁法克共与一座城市互为友好城市关系：
- 德国 本尼希海姆